# Plesiocis cribrum
Plesiocis cribrum es una especie de coleóptero de la familia Ciidae.
Habita en América del Norte.